# Крістофер Дібон
Крістофер Дібон (нім. Christopher Dibon; нар. 2 листопада 1990, Швехат, Австрія) — австрійський футболіст, захисник національної збірної Австрії та клубу «Рапід» (Відень).

## Клубна кар'єра
У дорослому футболі дебютував 2007 року виступами за команду клубу «Адміра-Ваккер». Більшість часу, проведеного у складі «Адміри-Ваккер», був основним гравцем захисту команди.
2008 року перебував в оренді у клубі «Швадорф».
Протягом 2012—2013 років захищав кольори команди клубу «Ред Булл».
До складу клубу «Рапід» (Відень) приєднався 2013 року.

## Виступи за збірну
7 червня 2011 року дебютував в офіційних матчах у складі національної збірної Австрії товариською грою проти збірної Латвії (3:1 на користь австрійців), в якій став автором одного з голів своєї команди.